# باول إس. كونغور
باول إس. كونغور (بالإنجليزية: Paul S. Conger)‏ هو عالم نبات أمريكي، ولد في 1897، وتوفي في 1979.